# Cleptochiton variegatus
Cleptochiton variegatus är en insektsart som beskrevs av Alexander Fyodorovich Emeljanov 1959. Cleptochiton variegatus ingår i släktet Cleptochiton och familjen dvärgstritar. Inga underarter finns listade i Catalogue of Life.